# Serra de Bernils (Sant Quirze Safaja)
La serra de Bernils és una serra del terme municipal de Sant Quirze Safaja, a la comarca del Moianès.
Assoleix una elevació màxima de 761 metres i s'estén, allargassada de sud-oest a nord-est, a l'extrem septentrional del terme, de forma paral·lela al termenal amb Castellcir. El seu extrem sud-occidental és el poble mateix de Sant Quirze Safaja i conté les masies de Can Riera, la Corona, Serratacó, Serracarbassa i Barnils, que és en el seu extrem nord-est.
A la part septentrional, al nord-oest de la masia de Bernils, té un contrafort al nord-oest que s'anomena serreta de Bernils. A més, la serra de Bernils de Sant Quirze Safaja té continuïtat cap al nord, en la serra homònima dels termes de Castellcir i Sant Martí de Centelles.
Recorre tota la serra de Bernils el camí de Bernils.